# Paracanista arachne
Paracanista arachne är en skalbaggsart som först beskrevs av Fauvel 1906.  Paracanista arachne ingår i släktet Paracanista och familjen långhorningar. Inga underarter finns listade i Catalogue of Life.